# Люсі (космічний апарат)

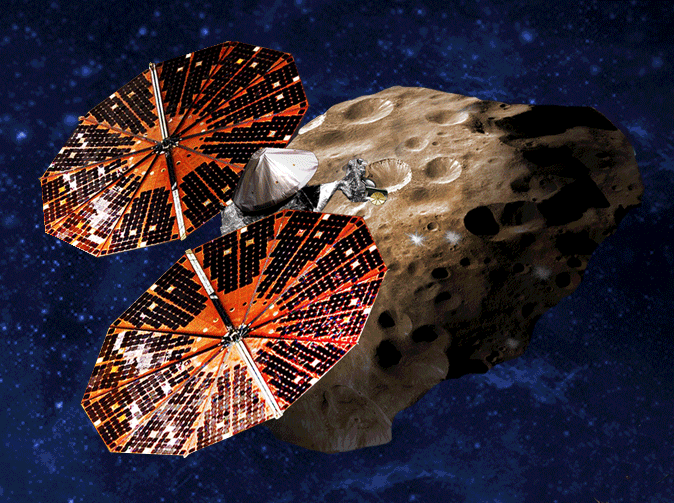
Уявний проліт Люсі повз Троянський астероїд

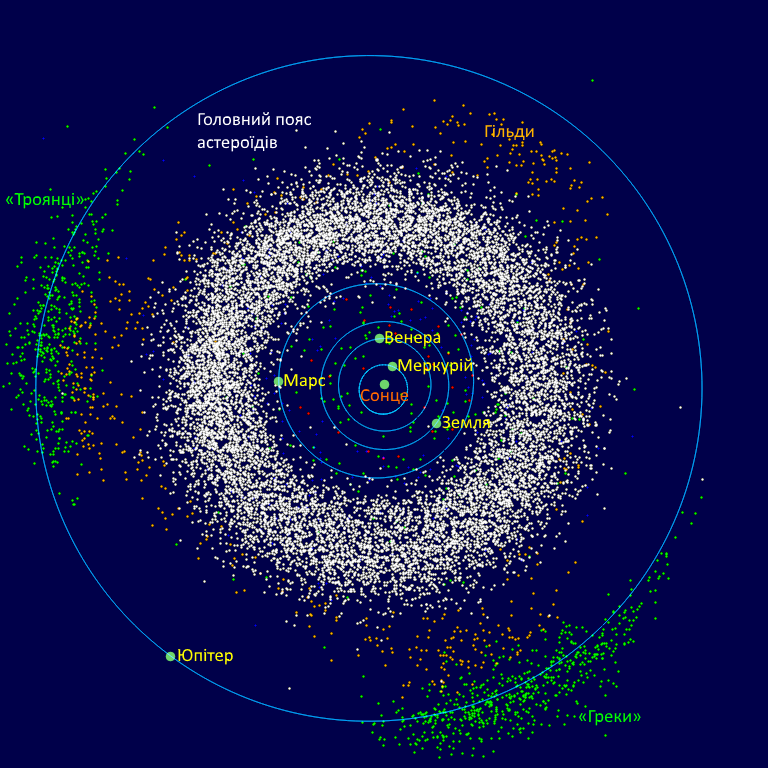
Астероїди Головного поясу та Юпітер

Люсі (англ. Lucy) — місія НАСА з польоту космічного апарата до шести троянських астероїдів Юпітера, які обертаються навколо Сонця орбітою Юпітера у точках Лагранжа L4 та L5 — тобто на 60° попереду та на 60° позаду Юпітера. Крім того, однією з цілей є астероїд Головного поясу Дональдйоханнсон. Розробка місії розпочалася наприкінці 2015 року, коли команда отримала $3 млн для глибокого аналізу концепції.
Місія названа на честь австралопітека Люсі, бо вивчення «троянців» може виявити «викопні формування планет» або матеріали, які зможуть розповісти про ранню історію формування планет й інших космічних тіл Сонячної системи.
4 січня 2017 року обрана наступною місією за програмою «Discovery». 16 жовтня 2021 року апарат стартував з Космічного центру імені Кеннеді поблизу мису Канаверал у Флориді (США).

## Огляд місії
«Люсі» була обрана 30 вересня 2015 року, як один із п'яти півфіналістів для місії № 13 з космічної програми «Discovery». Кожен із півфіналістів отримав $3 млн на один рік для подальшої розробки проєкту. 7 січня 2017 р. «Люсі» була обрана наступною місією програми.
Зонд «Люсі» був запущений 16 жовтня 2021 року і прибуде до трьох астероїдів у 2027 році з фінальним їх обльотом у 2032 році. Після цих обльотів зонд «Люсі» повернеться до орбіти Юпітера для відвідання двох останніх астероїдів, орбіти яких здвоєні. Можливі цілі — Еврібат, Орус, Левкус, Патрокл і один із поясу астероїдів — 52246 Дональдджогансон, який названо на честь першовідкривача австралопітека Люсі.
Як наукове навантаження було запропоновано три інструменти: камера високої роздільної здатності, оптичний і ближній ІЧ-спектрометр і тепловий інфрачервоний спектрометр.
Харольд Ф. Левісон із Південно-Західного Дослідницького Інституту в Боулдері (США) є головним керівником разом з Катериною Олкін з того самого інституту, яка є заступником головного керівника місії. Супроводжувати місію буде Центр космічних польотів імені Ґоддарда НАСА.
Однією з основних цілей, викладених у науковому виданні США Planetary Science Decadal Survey  є дослідження «троянців» Юпітера, значна увага реалізації саме цієї мети прикладена Майком Брауном (першовідкривач Ериди), він також вивчає апаратну архітектуру місії. Зокрема використання сонячної електричної силової установки (сонячні панелі та іонний двигун) для зонда, відстань від Сонця до Юпітера дозволяє це застосувати. Попередні місії до Юпітера залежали від РІТЕГів (Піонер, Вояджер і Галілео) або такі як Юнона, який використовує сонячні панелі, ще досі використовують хімічне паливо для маневрів включаючи вихід на орбіту Юпітера (див. також Dawn).
Юпітеріанські троянці були ідентифіковані телескопом WISE як «рівномірно темні з відтінком бордового кольору, мають матову поверхню, яка відбиває небагато сонячного світла».
Юпітер розташований за 5,2 а.о. від Сонця (1 а.о.= 149 млн км). Юпітеріанські троянці мають таку саму відстань від Сонця, проте можуть бути трохи далі або ближче до Сонця. Багато троянців можуть бути астероїдами з поясу астероїдів.

## Інструменти і наукове навантаження
Можливі інструменти апарата:
- Кольорова камера та інфрачервоний картограф-спектрометр;
- Камера високої роздільної здатності;
- Тепловий інфрачервоний спектрометр;
- Радіо-науковий експеримент.

## Цілі
Перший астероїд, який відвідав зонд «Люсі», це астероїд Дінкінеш, що у перекладі з амхарської (державна мова Ефіопії) означає «ти чудовий». Дінкінеш був відкритий у 1999 році та отримав позначення (152830) 1999 VD57. Це невеликий об'єкт діаметром близько 760 метрів, орбіта якого проходить у Головному поясі астероїдів на відстані 2,2 а. о. (330 млн км) від Сонця. Інженери використали зустріч з астероїдом для тренування і протестували ефективність роботи системи наведення апарата. Вона призначена для визначення точного розташування астероїдів, що потрібно для планування програми спостережень та налаштування камер. Під час прольоту апарат «Люсі» отримав зображення поверхні Дінкінеша і виявив, що Дінкінеш має супутник діаметром приблизно 220 метрів.
Головна мета місії зонду «Люсі» — вивчити дев'ять троянських астероїдів протягом 12-річної місії. Цілями є:
- 20 квітня 2025 року — 52246 Дональдджогансон
- 12 серпня 2027 року — 3548 Еврібат
- 15 вересня 2027 року — 15094 Полімель
- 18 квітня 2028 року — 11351 Левкус
- 11 листопада 2028 — 21900 Орус.
- 2 березня 2033 року — 617 Патрокл, його супутник Меноетій та інші астероїди.

## Хронологія місії
Станом на початок 2023 року, космічний апарат «Люсі» все ще знаходиться за мільйони миль від місця призначення, де він вивчатиме троянські астероїди, однак не зважаючи на таку відстань, космічний апарат вперше зняв проблиск цих таємничих астероїдів. Відповідне відео опубліковане НАСА. Як очікується, зонд «Люсі» досягне троянських астероїдів лише у 2027 і 2028 роках.
Станом на 20 травня 2023 року, космічний апарат «Люсі», який направляється вивчати троянські астероїди Юпітера, здійснив свій перший гравітаційний маневр для зустрічі з першим астероїдом — Динкінешем. Маневр прискорив швидкість станції на 3,4 метра на секунду, — повідомило НАСА на своєму сайті.
28 жовтня 2023 року, команда надіслала «Люсі» так зване остаточне оновлення знань, а саме пакет даних із найсвіжішою інформацією про взаємне розташування космічного апарата та астероїда. Цей набір даних є достатньо точним, щоб скеровувати космічний апарат майже на всі 800 000 км, які наразі розділяють «Люсі» та астероїд Дінкінеш. Очікується, що космічний апарат «Люсі» пройде приблизно за 425 км від астероїда 1 листопада 2023 року, о 12:54 (за східним часом).
1 листопада 2023 року, космічний апарат «Люсі» пролетів на відстані 430 кілометрів над поверхнею астероїда Дінкінеш та надіслав на Землю його перші зображення. Відповідно повідомлення НАСА, основне тіло (сам астероїд Дінкінеш) має діаметр приблизно 790 метрів, а менше — близько 220 метрів. Наступною метою апарата «Люсі» стане чотирикілометровий астероїд Головного поясу 52246 Дональдджогансон, повз який «Люсі», як очікується, пролетить 20 квітня 2025 року.
20 і 22 лютого 2025 року космічний апарат NASA з місії Lucy зробив перші знімки 4-кілометрового астероїда Дональдджогансон у межах програми оптичної навігації, щоб визначити точне місце розташування астероїда і зробити розрахунок траєкторії польоту перед зближенням, яке заплановане на 20 квітня поточного року.